# Pluralizm teoretyczny
Pluralizm teoretyczny – nazwa podejścia w filozofii nauki w myśl którego dopuścić należy wielość metod lub teorii przy wyjaśnianiu zjawisk. Przeciwieństwo monizmu teoretycznego.
Tak rozumiany pluralizm ma dwóch orędowników: Imre Lakatosa i Paul Feyerabenda. Proponują oni metodologię pluralistyczną opartą na zasadzie proliferacji, która w sformułowaniu Feyerabenda brzmi następująco:

Wymyślaj i opracowuj teorie niezgodne z zaakceptowanym punktem widzenia, nawet jeśli ten ostatni jest wysoce potwierdzony i ogólnie przyjęty.

Podstawowy argument na rzecz pluralizmu przedstawiony jest w następujący sposób: jeśli teoria naukowa pozbawiona jest rywalki, posiada monopol w danej dziedzinie, a w związku z tym, szybko popadnie w kryzys. Wniosek: monizm teoretyczny jest zgubny dla nauki.
Zwolennicy pluralizmu krytykują:
- postulat zwiększania liczby faktów, który zastępują postulatem zwiększania liczby teorii lub hipotez;
- postulat wyjaśniania badanych faktów za pomocą jednej teorii, który zastępują postulatem, że ten sam zbiór faktów może być wyjaśniany przez wiele wzajemnie ze sobą niezgodnych teorii;
- zakaz używania jednocześnie wzajemnie niespójnych teorii, proponując postulat postępowania kontrindukcyjnego, argumentując, że nauka rozwija się w oparciu o konfrontację (i próby usunięcia sprzeczności) wzajemnie sprzecznych stanowisk – jednym z najbardziej znanych przypadków używania jednocześnie wzajemnie niespójnych teorii („zaszczepionych programów badawczych” w terminologii Lakatosa) jest fakt, że astronomia planetarna Kopernika opierała się na całkowicie sprzecznej z nią fizyce Arystotelesa.